# Ткацкая фабрика имени А.Д.Цюрупы
Хлопчато-бумажная фабрика имени А. Д. Цюрупы — градообразующее предприятие рабочего посёлка имени Цюрупы; являлась самым большим хлопчато-бумажным предприятием в городском округе Воскресенске, является историческим объектом, так как фабрика была основана в 1900 дворянином Алексеем Герасимовичем Гусевым.

## История
В 1863 году Герасим Федотов Гусев открывает в маленькой деревеньке Соболево свою Мануфактуру по производству ткани. Его дела начинают идти в гору.
По данным Атлас мануфактурной промышленности Московской губернии. Н. Матисен. М., 1872. Мануфактура Гусева состоящая из 15 станков и 5 рабочих производила 21.336 метров нанки или же 30.000 аршин, что делало 3000 царских рублей в год.
К 1887 году Гусев расширил производство и начал окрашивать 2000 кусков тика и сарпинки, а число рабочих увеличелось с 5 до 50. Так Герасим Гусев начал зарабатывать 10.000 царских рублей.
Его сын Александр Гусев решил продолжить дело отца, в 1893 Алексей получает купеческое свидетельство. Он начинает скапливать деньги на расширение отцовской мануфактуры.
К 1899—1900 году Гусев сумел скопить огромное количество денег, на строительство большой кирпичной фабрики, на месте мануфактуры своего отца.
В Цюрупах ходит поверье что жители Соболево, собрались и встали против строительства огромной фабрике в их селе, тогда Алексей Герасимович Гусев перенёс стройку на берег реки Сушенка, в село Ванилово, которое находилось в 4-6 км от Соболево. Так же Гусев по поверью сказал
Дети ваши будут ходить в Ванилово ко мне на работу
 Что и произошло в реальности.

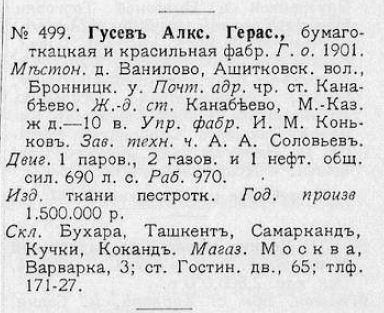

В 1900—1901 году началось строительство, а к концу 1901 цехи фабрики были полностью возведены, название фабрике дали «Бумаго-ткацкая и красильная фабрика Гусевых». Так по данным Адресная книга фабрично-заводской и ремесленной промышленности всей России/ под. ред. А. В. Погожева. Изд. Второе, 1907 на фабрике в Ванилово работало уже 245 человек и был установлен правой котел, а на мануфактуре отца всего 201.
В 1909 году бизнес Гусевых проживал свой рассвет, он открывал магазины и склады по всей стране. Пока на мануфактуре работало всё те же 201 человек принося 60.000 царских рублей, то на фабрике уже работало 970 человек, а прибыль было в размере 1.420.834 рубля, были открыты склады в Ташкенте,Самарканде,Бухаре,Кучки,Коканде. Так он автоматизировал работу установив 1 паровой,1 нефтяных и 2 газовый двигатели. В 1914 он открыл магазин в Москве, а доход увеличился до 1.500.000 рублей.

### Советский период
В 1917 произошла Великая Октябрьская революция и фабрику она так же охватила. Она была захвачена её же рабочими и переименована в «Трудящийся рабочий» после революции фабрика вошла в (Мосхлоппром), а к 1928 году умер А. Д. Цюрупы — главы Наркомпрода и в этот же год фабрику переименовали в Хлопчатобумажная прядильно-ткацкая фабрика имени А. Д. Цюрупы. В 1930-х годах фабрика развивалась и росла, к 1935 году село Ванилово, Минино, Левычино объединены в рабочий посёлок имени А. Д. Цюрупы для обеспечения эффективного производства фабрики.
Во время войны фабрика старалась на нужды фронта, большая часть рабочих ушла на фронт, на фабрику пришли дети. Фабрика переформатировать с промышленной ткани, на медицинскую и поставляла эти ткани на фронт.
 После войны фабрика и посёлок развивались, особенно сильно шло развитие с увеличением производства хлопка в Средней Азии.

### Современная Россия
В 1990-е фабрика вошла в не лучшем самочувствии, в 1992 её приватизировали, а уже в 1999 из за нерентабельности и банкротства фабрика была закрыта, но фабрику сдавали для складов и мелких производств, но к концу 2000-х все ушли с этой территории. Сейчас фабрика Гусевых является самым большим заброшенным зданием рабочего посёлка Цюрупы.

## Знаменитые личности
Александр Герасимович Гусев — потомственный промышленник, владелец бумажно-хлопчатого бизнеса своего отца Герасима Федотова Гусева, основателя мануфактуры в деревне Соболево близь Ванилова, ныне Цюрупы. Александр продолжил дело своего отца, развив Соболевскую мануфактуру, а так же построил кирпичную фабрику в селе Ванилово, основав тем самым «Бумаго-ткацкая и красильная фабрика Гусевых» ныне «Ткацкая фабрика имени А. Д. Цюрупы». Гусев смог не только отстроить фабрику но и расширить её до большого ткацкого завода, насчитывающего около 1000 сотрудников.
Демин Никита Степанович — член коммунистической партии, работал на Хлопчатобумажной прядильно-ткацкой фабрике имени А. Д. Цюрупы Герой советского союза, имеет орден Ленина и «Золотая звезда» Также награжден 4 орденами Красного Знамени, орденами Отечественной войны I и II степеней, 4 орденами Красной Звезды, медалями, иностранными орденами и медалями. После войны занимал должность начальника политотдела армии, начальника политуправления Прибалтийского военного округа, Туркменского военного округа, первого заместителя председателя ЦК ДОСААФ, был членом Военного Совета. С 1973 г. в отставке.